# St. Pius (Pöcking)

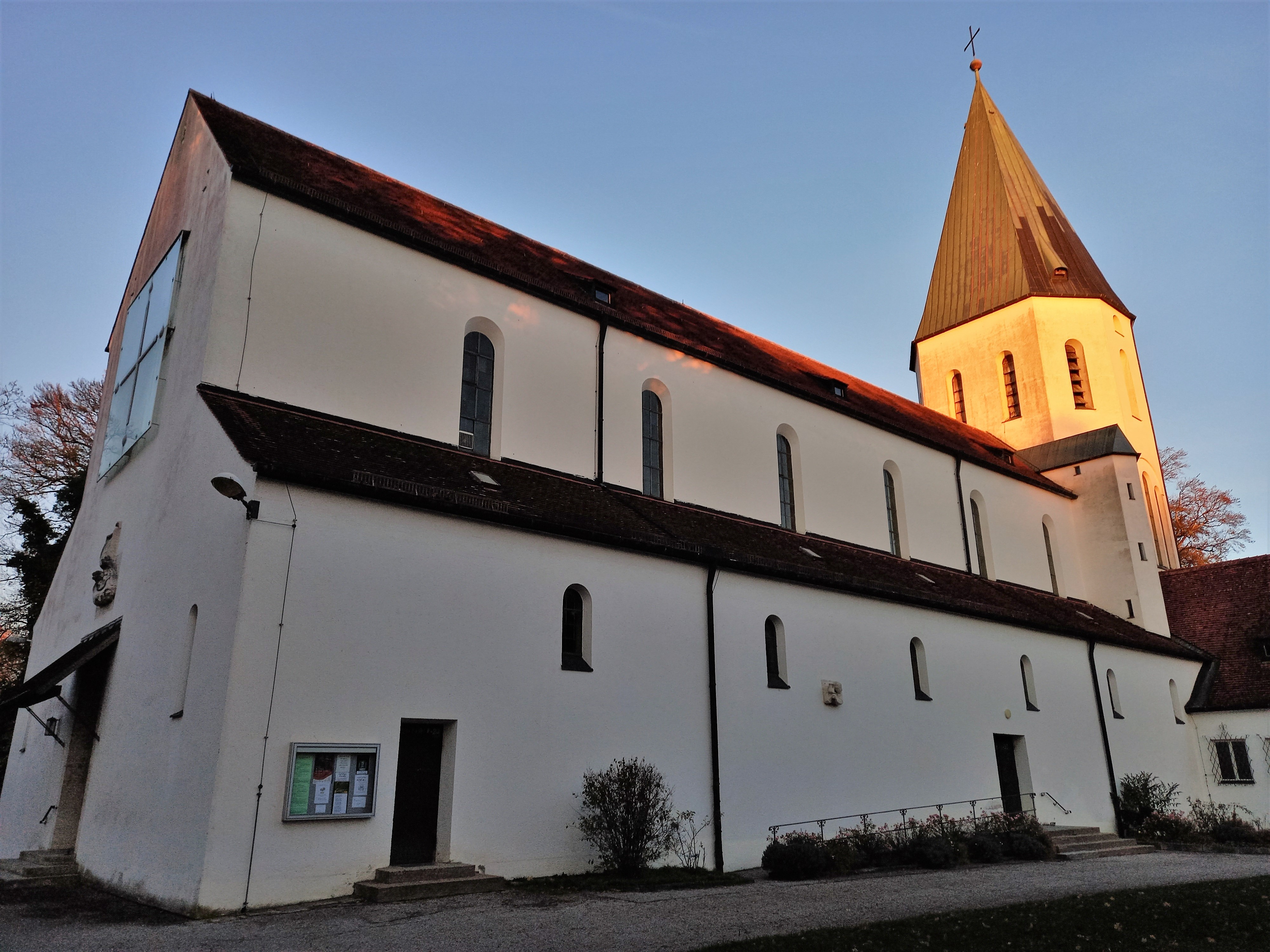
Pöcking, St. Pius, Außenansicht von Süden

Die römisch-katholische Pfarrkirche St. Pius in Pöcking im Landkreis Starnberg wurde 1956/57 errichtet. Sie ist dem heiligen Papst Pius X. geweiht und gehört zur Pfarreiengemeinschaft Pöcking im Dekanat Starnberg des Bistums Augsburg.

## Geschichte
Die neue Kirche St. Pius wurde ab dem Jahr 1956 unter der Leitung von Pfarrer Hofstätter errichtet. Das Grundstück wurde durch einen Grundstückstausch und Neuerwerb geschaffen. Im Dezember 1957 wurde die Kirche von Bischof Josef Freundorfer geweiht. Im Jahr 1987 wurde die Kirche saniert und dabei der Innenraum farbig gestaltet. Im Jahr 2017 fand mit verschiedenen Veranstaltungen die Sechzig-Jahr-Feier statt.

## Beschreibung
Die Kirche ist einer dreischiffigen Basilika in romanischem Stil nachempfunden und hat einen neuneckigen Chorturm mit Spitzdach. Die Kirche ist nach Osten ausgerichtet und liegt südlich der alten Pfarrkirche St. Ulrich.

## Orgel

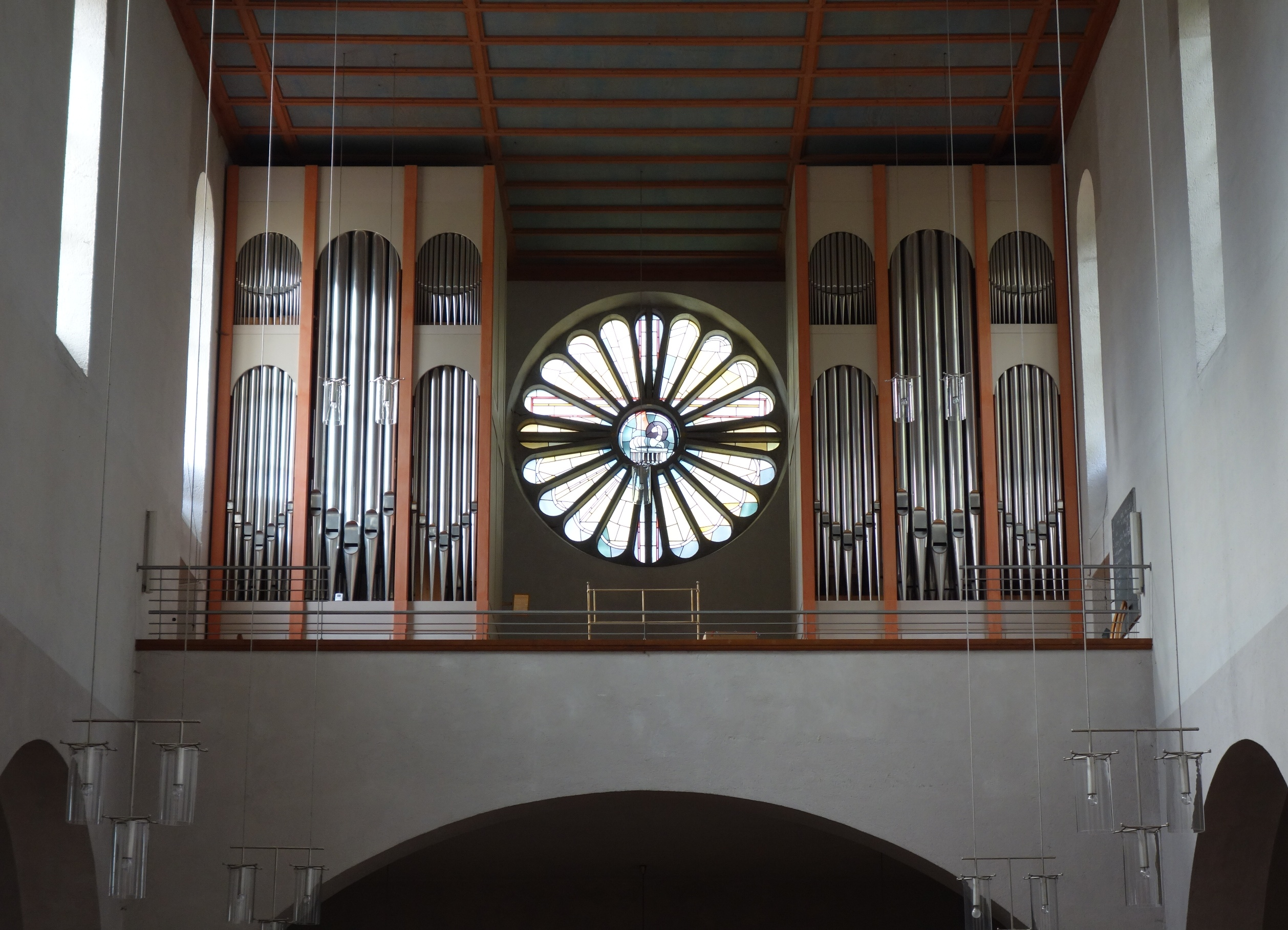
Die Vleugels-Orgel

Die Orgel wurde 1995 von der Orgelmanufactur Vleugels gebaut. Sie hat 35 Register auf zwei Manualen und Pedal.
Die Disposition lautet:
| I Hauptwerk    |       |            |
| Prästant       | 16′   |            |
| Principal      | 8′    |            |
| Piffera        | 8′    |            |
| Viola da Gamba | 8′    |            |
| Konzertflöte   | 8′    |            |
| Octave         | 4′    |            |
| Spitzflöte     | 4′    |            |
| Quinte         | 2 ⁄3′ |            |
| Superoctave    | 2′    |            |
| Cornet V       | 8′    |            |
| Larigot        | 1 ⁄3′ | [ Anm. 1 ] |
| Mixtur IV–V    | 1 ⁄3′ |            |
| Trompete       | 8′    |            |
| Clairon        | 4′    |            |

| II Schwellwerk      |        |            |
| Geigenprincipal     | 8′     |            |
| Gedecktflöte        | 8′     |            |
| Vox angelica        | 4′     |            |
| Fugara              | 4′     |            |
| Querflöte           | 4′     |            |
| Nasat               | 2 ⁄3′  |            |
| Waldflöte           | 2′     |            |
| Violine             | 2′     | [ Anm. 1 ] |
| Terz                | 1 3⁄5′ |            |
| Mixtura aetherea IV | 2′     |            |
| Dulcian             | 16′    |            |
| Oboe                | 8′     |            |
| Tremulant           |        |            |

| Pedal          |       |
| Principalbaß   | 16′   |
| Subbaß         | 16′   |
| Octavbaß       | 8′    |
| Gedecktbaß     | 8′    |
| Violinbaß      | 8′    |
| Tenoroctave    | 4′    |
| Hintersatz III | 2 ⁄3′ |
| Bombarde       | 16′   |
| Trompetbaß     | 8′    |

- Koppeln: II/I, I/P, II/P
- Spielhilfen: 64facher elektronischer Setzer
- Bemerkungen: Schleiflade, mechanische Spiel- und elektrische Registertraktur

Anmerkungen
1. 1 2  Vorabzug